# Stora tjärnet, Dalsland
Stora tjärnet är en sjö i Färgelanda kommun i Dalsland och ingår i Örekilsälvens huvudavrinningsområde.